# Miguel Chávez
Miguel Francisco Chávez Mancreffe (conocido como Miguel Chávez) es cantante, pianista y compositor, nacido en La Habana (Cuba).

## Historia
Inició sus estudios musicales desde muy temprana edad. En el año 1968, se graduó en el Conservatorio Amadeo Roldán de La Habana (Cuba), en las especialidades de Piano, Técnica Vocal, Solfeo, Teoría, Apreciación Musical y Práctica Coral. En el mencionado conservatorio, Miguel Chávez fue alumno del maestro Leo Brouwer en sus estudios de Armonía Musical. Ese mismo año ofreció un concierto de graduación como pianista en el Palacio de Bellas Artes del Consejo Nacional de Cultura de La Habana (Cuba), iniciando paralelamente su carrera como cantante solista en el Instituto de la Radio y Televisión Cubana (ICRT).
Además de sus actuaciones en los diferentes programas musicales de la televisión y la radio, Miguel Chávez ha realizado giras y actuaciones en los eventos más importantes de Cuba como cantante y pianista. A lo largo de la década de los años 70, Miguel Chávez había realizado actuaciones como cantante solista con el acompañamiento de la Orquesta Cubana de Música Moderna, bajo la dirección del maestro Rafael Somavilla, la cual integraba a músicos de la talla de Chucho Valdés, Paquito D´Rivera, Carlos del Puerto, Arturo Sandoval, entre otros. Igualmente participó conjuntamente en conciertos y programas de televisión con Elena Burke, Ignacio Villa ("Bola de Nieve"), Rosita Fornés, Omara Portuondo, Moraima Secada, el grupo Irakere y el cuarteto Los Zafiros. Durante esos años, igualmente fueron muy destacados los diferentes conciertos y actuaciones realizados en la antigua URSS, con relevantes figuras como Ala Pugachova, Valeri Leóntiev, Mijaíl Boyarski, Alexander Rosenbaum, entre otros muchos.
En los años 80, Miguel Chávez había realizado giras por diferentes países de la Europa del Este, compartiendo escenario con artistas como Karel Gott, Helena Vondráčková, Lili Ivanova, Biser Kirov, Vasil Naidenov, Maryla Rodowicz, entre otros. Igualmente destacan sus actuaciones como artista invitado en las galas de los festivales con algunas relevantes figuras como Roy Orbison y Dolly Parton.